# László Paál

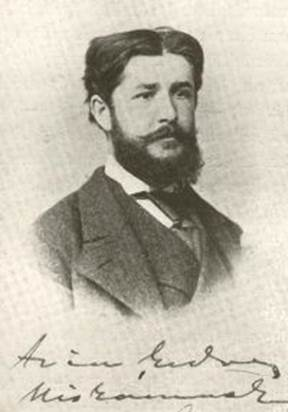
László Paál, Foto von 1873

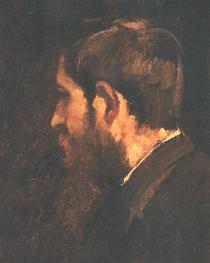
László Paál, Porträt von Mihály Munkácsy, Öl auf Holz ca. 1876/77

László Paál (* 30. Juli 1846 in Sameschdorf, Siebenbürgen; † 4. März 1879 in Charenton-le-Pont, Frankreich) war ein ungarischer Landschaftsmaler und Impressionist.

## Leben
László Paál studierte von 1864 an Kunst an der Wiener Akademie der bildenden Künste und wurde dort ab 1866 Schüler des deutschen Malers Albert Zimmermann. 1869 stellte er erstmals einige seiner Werke in einer größeren Ausstellung in München aus und lernte hier erstmals Maler der französischen Barbizon-Schule kennen. Gemeinsam mit Eugen Jettel reiste er 1870 auf eine Studienreise in die Niederlande und ging im gleichen Jahr auf Empfehlung von Mihály Munkácsy nach Düsseldorf. Im folgenden Jahr reiste Paál auf Einladung des Kunsthändlers Forbes nach London, wo er unter anderen die Bilder von John Constable kennenlernte.
Ab 1873 lebte Paál selbst in der Künstlerkolonie Barbizon und war danach regelmäßiger Teilnehmer im Pariser Salon. Er erhielt 1873 für das Gemälde Sonnenuntergang auf der Weltausstellung in Wien und 1878 für Weg im Wald von Fontainebleau auf der Weltausstellung in Paris jeweils eine Auszeichnungsmedaille. 1874 war er als Mitglied des Düsseldorfer Künstlervereins Malkasten verzeichnet. Infolge einer Syphilis-Infektion geistig erkrankt und ab 1878 dementer Insasse des Hospizes zu Charenton, starb er bereits 1879 und hinterließ ein Gesamtwerk von 65 Gemälden. Sein Nachlass wurde 1880 in Paris versteigert.

## Malerei
László Paál wurde vor allem aufgrund seiner realistischen Landschaftsmalereien bekannt, die unter anderem die Kunst von Malern wie seinem Lehrer Mihály Munkácsy, Max Liebermann und Carl Fredrik Hill stark beeinflussten. Vor allem nach 1870 wurde seine Malerei impressionistischer mit deutlich breitem Pinselstrich. Heute gilt Paál trotz seiner wenigen Bilder als einer der wichtigsten und einflussreichsten Landschaftsmaler Ungarns.

## Galerie

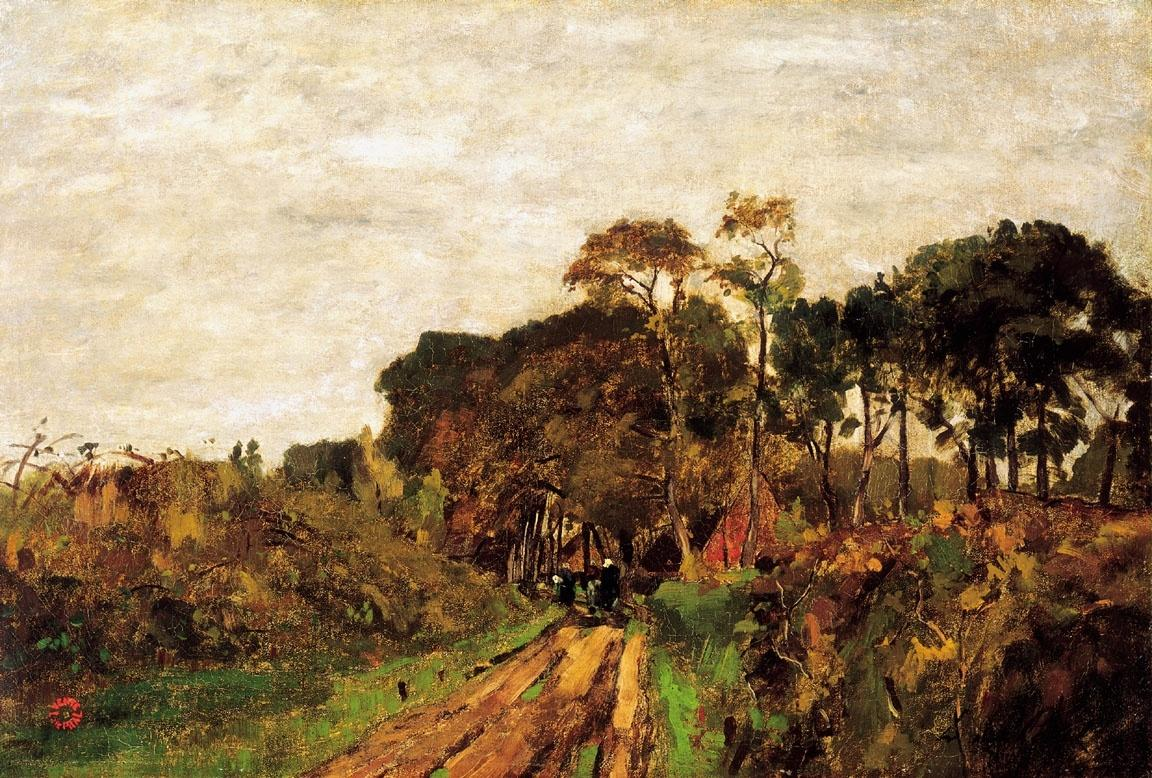
Heimweg (ungarisch Hazafelé) Öl auf Leinwand, ca. 1871, Privatsammlung
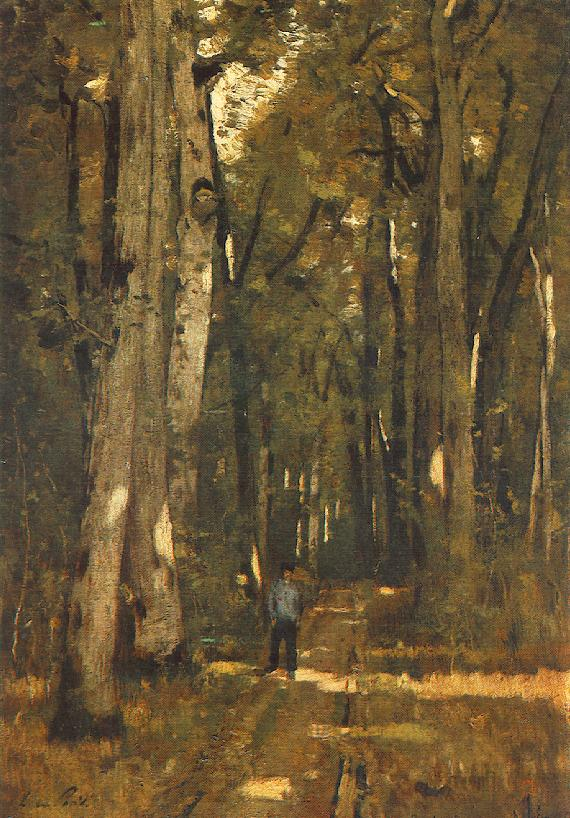
Weg im Wald von Fontainebleau (ungarisch Út a fontainebleau-i erdőben), Öl auf Leinwand, 1876, Bestand Ungarische Nationalgalerie, Budapest
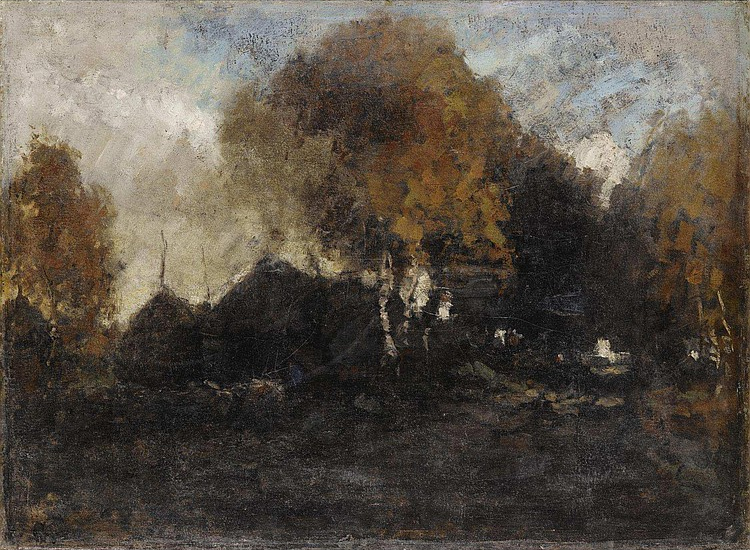
Landschaft (ungarisch Táj), Öl auf Leinwand, nicht datiert, Privatsammlung
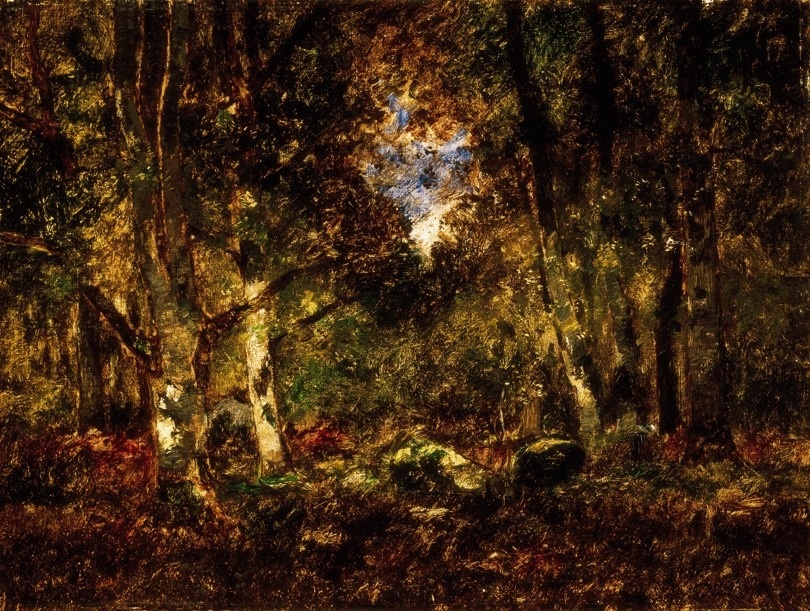
Der Wald von Barbizon (ungarisch Barbizoni erdő), Öl auf Leinwand, 1877, Privatsammlung